# Ibrahima Sall (homme politique)
Pour les articles homonymes, voir El Hadj Ibrahima Sall et Sall.
Ibrahima Sall, né à Darou Mousty au Sénégal, est un homme politique sénégalais, 
Il est ministre de l'Éducation nationale du gouvernement d'Abdoul Mbaye d'avril à octobre 2012.

## Biographie
Ibrahima Sall est un petit-fils de Mame Thierno Birahim Mbacké, frère cadet du fondateur de la confrérie des Mourides, Ahmadou Bamba, et est le fils d'El Hadji Serigne Sall, cofondateur de l’Union des commerçants sénégalais (Ucs) en 1967.
Titulaire d'un diplôme d'économie de l’université de Bordeaux I, d'un diplômé de sciences politiques, et d'un DESS de l’Institut d'administration des entreprises de Bordeaux, Ibrahima Sall est nommé à 26 ans par le milliardaire Djily Mbaye, proche de son père, directeur général du groupe Société anonyme immobilière Indépendance (SAIM), à la suite de l'ex-député Lamine Lô. Sous sa direction, le groupe immobilier se grossit en faisant sortir de terre les immeubles Fayçal et FAHD, les cités Bagdad de Louga et Djily-Mbaye de Yoff, et en se développant hors du secteur immobilier, à travers un partenariat à partir de 1983 avec Tullow Oil et la Société des pétroles du Sénégal pour l'exploitation d'un gisement gazier à Diamniadio, et via le lancement de Canal+ Horizons au Sénégal le 21 décembre 1991. 
Il siège également dans les conseils d’administration de plusieurs entreprises.
En 1992, il devient secrétaire général du comité d’organisation de la Coupe d'Afrique des nations de football 1992 au Sénégal. 
Abdou Diouf l'appelle auprès de lui comme conseiller personnel chargé des Affaires économiques internationales. 
Membre fondateur et secrétaire général du Parti de la vérité pour le développement (PVD) de son cousin, le chef religieux Modou Kara Mbacké, il démissionne pour fonder son parti politique, le Mouvement pour la démocratie et les libertés (MODEL). À sa tête, il participe à Macky 2012, coalition de 28 partis et 4 mouvements qui porte Macky Sall à la présidence de la République. 
Ibrahima Sall est nommé ministre de l'Éducation nationale le 4 avril 2012 dans le Gouvernement Mbaye, alors que le secteur a été touché depuis plusieurs mois par de nombreuses grèves et menacé d'une année blanche. Il quitte le gouvernement lors du remaniement du 29 octobre 2012.